# Semnopithecus priam
Semnopithecus priam är en primat i släktet hulmaner som förekommer i södra Indien och på Sri Lanka.

## Utseende
Hannar är med en kroppslängd (huvud och bål) av 51 till 78 cm, en svanslängd av 75 till 85,5 cm och en vikt av 10,6 till 19,8 kg större än honor. Honor blir utan svans 40,4 till 58 cm långa, svanslängden är lika som hos hannar och vikten varierar mellan 6,7 och 15,6 kg. Djuret har i några regioner gulvit päls på kroppen med flera gråbruna skuggor. Pälsen står i kontrast till det nakna svarta ansiktet och de svarta öronen. Hos andra populationer är pälsen mer gråbrun med orange ställen. De långa håren kring ansiktet bildar en krans och dessutom kan en tofs på huvudets topp förekomma.

## Utbredning
Arten vistas i låglandet och i låga bergstrakter upp till 1200 meter över havet. Habitatet utgörs av städsegröna skogar och av mera torra lövfällande skogar. Semnopithecus priam uppsöker även trädgårdar och andra urbaniserade områden.

## Ekologi
Individerna är aktiva på dagen och klättrar i växtligheten eller går på marken. De äter främst blad och frukter. Födan kompletteras med blommor, frön, trädens vätskor och jord från termitstackar.
Hos Semnopithecus priam förekommer flockar med en alfahanne, flera honor och deras ungar samt ungkarlsflockar. När en ny hanne uppnår den högsta positionen i en flock med honor dödar den ibland den andra hannens ungar. Honor parar sig i genomsnitt med 17 månaders mellan rum. Dräktigheten varar i cirka 168 dagar och ungen diar sin mor lite mer än ett år. Honor stannar i flocken där de föddes och hannar lämnar flocken efter cirka fyra år.

## Status
Denna primat hotas av habitatförstöring och i viss mån av jakt. Ibland fångas ungdjur för att hålla de som sällskapsdjur. IUCN listar arten som nära hotad (NT).